# Alutu
Alutu är en vulkan i Etiopien. Den ligger i den centrala delen av landet, 140 km söder om huvudstaden Addis Abeba. Toppen på Alutu är 2 335 meter över havet.
Terrängen runt Alutu är huvudsakligen kuperad, men söderut är den platt. Runt Alutu är det ganska tätbefolkat, med 100 invånare per kvadratkilometer. Närmaste större samhälle är Ziway, 19,9 km norr om Alutu. Omgivningarna runt Alutu är en mosaik av jordbruksmark och naturlig växtlighet.